# Другий Іжевський лісопункт
Другий Іже́вський лісопункт (рос. Второй Ижевский лесопункт) — присілок (колишнє селище) в Зав'яловському районі Удмуртії, Росія.
Знаходиться на південний захід від присілка Новий Урал, на лівому березі річки Іж, навпроти впадіння в неї правої притоки Лудзинка.

## Населення
Населення — 2 особи (2010; 8 в 2002).
Національний склад станом на 2002 рік:
- таджики — 62 %
- росіяни — 38 %

## Урбаноніми[3]
- вулиці — Лісова, Річкова, Центральна